# Johann Melchior Roos

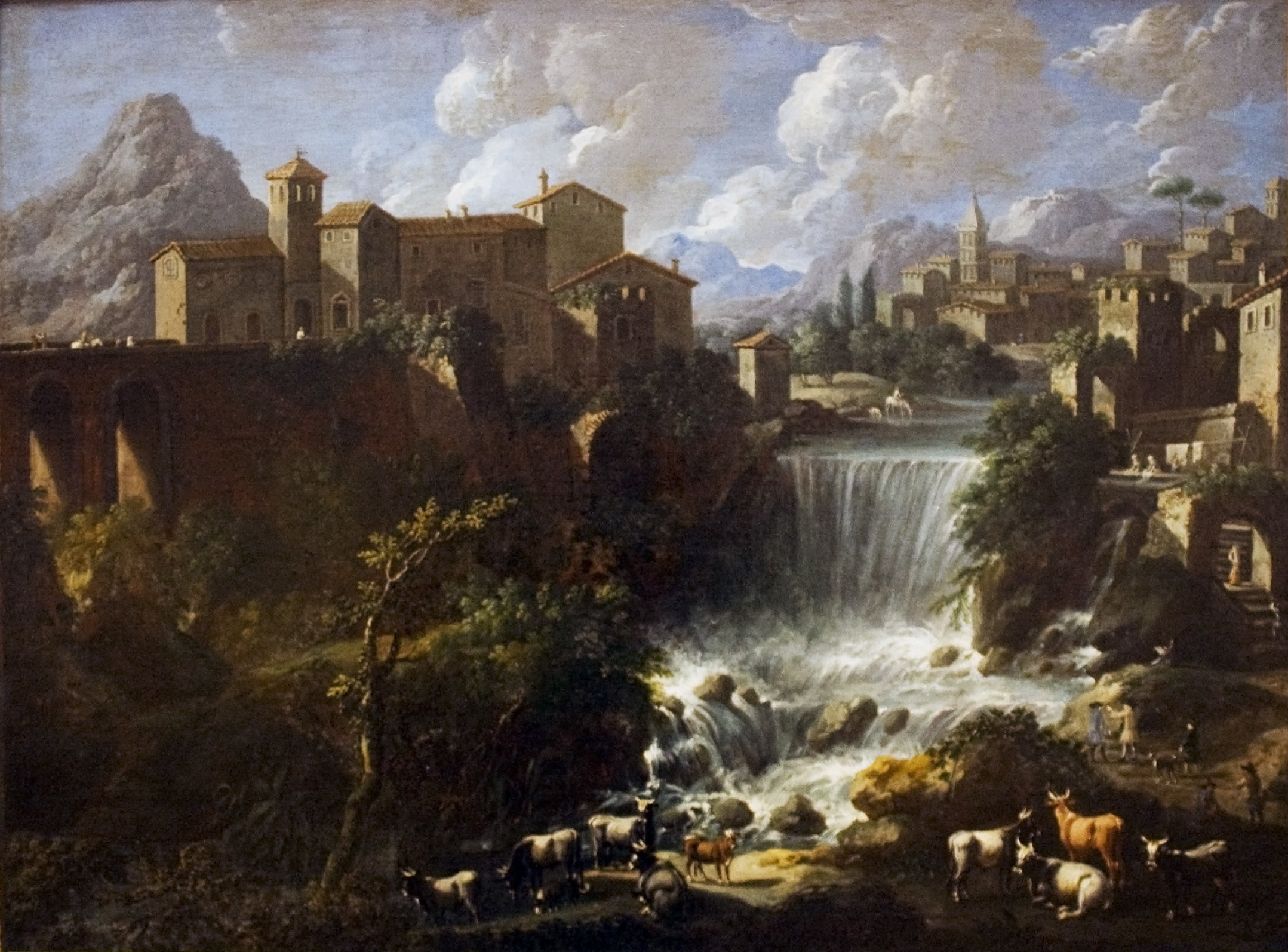
Cascada de Tívoli'

Johann Melchior Roos (Heidelberg, 27 de diciembre de 1663 - ?Brunswick, 1713) fue un pintor barroco alemán perteneciente a una familia de pintores y grabadores que durante cinco generaciones pintaron animales, paisajes y retratos del siglo XVII al XIX cuyo fundador fue Johann Heinrich Roos.

## Biografía
Johann Melchior Roos fue hijo de Johann Heinrich Roos y hermano de Philipp Peter Roos. Nació el 27 de diciembre de 1663 en Heidelberg. Sus primeros estudios de pintura los realizó con su padre aunque, en 1684, ingresaría en la Academia de Bellas Artes de La Haya. De 1686 a 1690 vivió con su hermano Philipp en Roma y Tívoli. Después, estuvo trabajando en Núremberg y Heidelberg, pasando a ser pintor de cámara del arzobispo Lothar Franz von Schönborn en Fráncfort del Meno durante más de veinte años (1695-1718). Finalmente, acabó pintando para la Corte en Kassel y Brunswick. Murió en 1731.